# Шидфар, Бетси Яковлевна
Бе́тси Я́ковлевна Ши́дфар (урождённая Шустер; 27 февраля 1928, Змиёв — 29 мая 1993, Москва) — советский и российский филолог, востоковед-арабист, переводчик. Одна из крупнейших знатоков арабского языка и литературы. Переводчик Корана.

## Биография
Бетси Яковлевна Шустер родилась 27 февраля 1928 года в посёлке Змиев под Харьковом в еврейской семье. Мать была микробиологом, а отец — врач широкого профиля, соединявший в себе терапевта, хирурга и любого другого медика, необходимого для жителей небольшого поселения. Родители Бетси Шидфар участвовали в борьбе с эпидемиями, вспыхнувшими во время голода в СССР в 30-е годы, в том числе и лечили больных в Казахстане. Позднее Яков Шустер был назначен начальником санитарно-эпидемиологической службы в Туапсинском порте, представлен к награде. Также участвовал в Зимней войне и Великой Отечественной войне. Мать Бетси Яковлевны всю войну работала в Центральном госпитале Черноморского флота, а Бетси с 14 лет там же работала санитаркой. Семья пережила осаду Севастополя и была эвакуирована вместе с отступающими частями Красной Армии. Дальше были военные будни в Туапсе, под Новороссийском и на Малой земле. После войны Бетси поступила в мореходное училище, поскольку мечтала стать капитаном морского корабля. Во многом этому выбору способствовал отец, служивший врачом на флоте. Но после запрета женщинам занимать должности выше штурманов речных судов, Бетси Яковлевна отчислилась из училища. В 1946 году Бетси Шидфар едет в Ленинград, где успешно поступает в ЛГУ на Восточный факультет, где училась на арабском отделении, где преподавал блестящий арабист И. Ю. Крачковский, читавший курсы египетского, сирийского и ливанского диалектов, а также вел занятия по Корану и арабской литературе.
Окончила Восточный (1951, специальность — «арабист») и филологический (1952, экстерн, специальность — романист, специалист по испанской филологии) факультеты ЛГУ.
В 1952—1955 годы работала методистом, заведовала кабинетом и преподавала русский язык в Бухарском институте усовершенствования учителей.
В 1955—1958 годы в Среднеазиатском государственном университете в Ташкенте. В 1956 году Бетси Шидфар поступает в аспирантуру Института востоковедения Академии наук Узбекской ССР.
В 1959 году Бетси Яковлевна во время командировки в Москву знакомится с иранским политическим эмигрантом Каземом Алиевичем Шидфаром, за которого в том же году выходит замуж.
В 1960 — 1993 годы профессор кафедры языков стран Ближнего и Среднего Востока МГИМО.
В 1962 году под руководством М. А. Салье защитила диссертацию на соискание учёной степени кандидата филологических наук на тему «Историк и философ XI в. Ибн Мискавейх».
В 1972 году защитила докторскую диссертацию «Образная система арабской классической литературы».
В 1975 году присвоено учёное звание профессор.
Умерла 28 мая 1993 года в Москве. Прах захоронен в колумбарии на Митинском кладбище в Москве.
В 2011 году был издан художественно-биографический роман «Абу Нувас» о «арабском Гейне», который 30 лет лежал в столе.

## Литературные опыты
Ещё учась в ЛГУ Бетси Яковлевна начала заниматься арабской романтической литературой Андалусии. Творчество Ибн Кузмана, Ибн Сахля ал-Андалуси, Ибн Хузайля ал-Андалуси стало предметом её научных работ.

### ПереводКорана
Б. Я. Шидфар вместе с коллективом востоковедов участвовала в крупном проекте по переводу основных источников ислама, одним из которых стал Коран. Перевод Корана при её жизни не публиковался. Главной целью этого многолетнего труда было стремление передать не только точный смысл текста Корана, но и стилистические его особенности. Этот труд впервые вышел в свет спустя 10 лет со смерти Б. Я. Шидфар в 2003 году.
Д. ф. н., профессор кафедры арабской филологии Восточного факультета СПбГУ А. А. Долинина по поводу перевода Б. Я. Шидфар отмечает следующее 

…Что касается второго прозаического перевода, который незадолго до смерти выполнила Б. Я. Шидфар (1928—1993), то она попыталась дать перевод, отражающий и художественную форму Корана, ритм, рифму, и у неё это получилось. Получилось достаточно деликатно, тактично, и я бы рекомендовала этот перевод для прочтения людям, которые ничего не знают о Коране и исламе. Повторяю, это хороший перевод с оттенком передачи формы…

…Но сейчас для того, чтобы мусульмане и не мусульмане могли ознакомиться с этой книгой, нужен перевод, во-первых, очень точно учитывающий смысл того, что передается. Может быть, все добавления, которые делают и Н. Османов, и Б. Шидфар в скобках или курсивом, должны в текст вводиться, потому что без них не понятно. Во-вторых, желательно, чтобы это был красивый текст. Поэтому, из тех переводов, что сейчас существуют, мне больше всех импонирует перевод В.Шидфар. У неё нет тех нелепых искажений, которые есть в поэтических переводах. Авторы поэтических переводов доказывают, что Коран имеет поэтическую форму, и в таких формах его надо передавать. Но Коран — это не стихи…— Людмила Жуковская Ученица академика И.Ю.Крачковского - Современный перевод Корана для широкого читателя должен учитывать тафсиры.//Центральная мечеть города Алматы, 11.05.10.

## Сочинения
- Б. Я. Шидфар Андалусская поэзия. /Пер. с араб., Сост., предисл. и примеч. Шидфар Б. Я. -. М.: Художественная литература, 1988 г. — 320 с.
- Б. Я. Шидфар Очерк арабо-мусульманской культуры (VII—XII вв.) / И. М. Фильштинский, Б. Я. Шидфар; [Отв. ред. Ю. Н. Завадовский] ; Акад. наук СССР. — М.: Наука, 1971. — 255, [3] с.: [8] л. фот.
- Б. Я. Шидфар Образная система арабской классической литературы (VI—XII вв.) [Текст] / АН СССР,Ин-т востоковедения,Моск.гос.ин-т междунар.отношений. — М.: Наука, 1974. — 254 с. — Библиогр.: С. 225—240.
- Б. Я. Шидфар От сказки к роману (некоторые черты арабского «народного» романа). // «Народы Азии и Африки», М., 1975, № 1.
- Жизнеописание Сайфа сына царя Зу Язана./ Пер. с араб. И. М. Фильштинского и Б. Я. Шидфар. — М.: Главная редакция восточной литературы издательства «Наука», 1975. — 605 с.
- Б. Я. Шидфар Абу Нувас / Б. Я. Шидфар ; АН СССР, Ин-т востоковедения. — М.: Наука, 1978. — 232 с. — (Писатели и ученые Востока).
- Аль-Исфахани, Абу-ль-Фарадж. Книга песен. /Пер. с араб. А. Б. Халидова, Б. Я. Шидфар. М., Главная редакция восточной литературы издательства «Наука», 1980. — 671 с. (Аннотация, Предисловие, Содержание)
- Б. Я. Шидфар Генезис и вопросы стиля арабского народного романа (сиры) // Генезис романа в литературах Азии и Африки. М., 1980.
- Б. Я. Шидфар Ибн Сина / Б. Я. Шидфар; отв. ред. Г. Б. Шаймухамбетова. — М.: Наука, 1981. — 184 с.: ил. — (Писатели и ученые Востока)
- Средневековые арабские повести и новеллы: [Сборник / Перевод с араб. Р. М. Алиева; Отв. ред. и авт. предисл. Б. Я. Шидфар. — М.: Наука, 1982. — 399 с.: ил.
- Б. Я. Шидфар Аравийская старина: из древ. араб. поэзии и прозы: пер. с араб. / [отв. ред. Б. Я. Шидфар; предисл. А. А. Долининой; худож. Л. С. Эрман] — М.: Наука, 1983. — 142 с.: ил. (Аннотация, Предисловие [А. А. Долинина], Содержание)
- Из классической арабской поэзии: [Сборник]. Пер. с араб. / [Сост. и примеч. Б. Шидфар; Вступ. ст. К. Яшена. — М.: Худож. лит., 1983. — 303 с.
- Б. Я. Шидфар Абу-ль Аля аль-Маарри / Б. Я . Шидфар ; Ан СССР Ин-т востоковедения. — М.: Наука, 1985. — 214 с. — (Писатели и ученые востока). — Библиогр.: с. 212—213.
- Б. Я. Шидфар Арабская философская лирика. // Теория жанров литератур Востока. М., 1985
- Ибн Абд Раббихи. Чудесное ожерелье./ Пер., предисл. и коммент. Б. Я. Шидфар. — М., 1985.
- Ибн аль-Мукаффа. Калила и Димна / Ибн аль-Мукаффа; Пер. с араб., [предисл., с. 3-20, и коммент.] Б. Шидфар; [Худож. Н. Крылов]. — М.: Худож. лит., 1986. — 301,[2] с.
- Тысяча и одна ночь: избр. сказки: в 3 т. / пер. с араб. М. А. Салье; [оформ. худож. А. В. Лепятского]. — М.: Художественная литература, 1987.
  - Т. 1 / [сост. Б. Я. Шидфар; примеч. И. М. Фильштинского, Б. Я. Шидфар; стихи в пер. Д. С. Самойлова, А. М. Ревича, В. Б. Микушевича]. — 1987. — 414, [1] с.
  - Т. 2 / [сост. и примеч. Б. Я. Шидфар; стихи в пер. В. Б. Микушевича]. — 1987. — 430, [1] с.
  - Т. 3 / [сост., науч. подгот. текста и примеч. Б. Я. Шидфар; стихи в пер. В. Б. Микушевича, Д. С. Самойлова, А. М. Ревича]. — 1987. — 413, [2] с.
- Жизнеописание доблестной Фатимы и повествование о подвигах её славных предков / Пер. с араб., [вступ. ст. и примеч.] Б. Я. Шидфар; [Худож. В. Д. Сергеев]. — М.: Наука, 1987. — 510,[1] с.
- Маарри, Абу-ль-Аля аль. Избранное: Пер. с араб./Маари Абуль-Аля аль; Сост., предисл., с. 3-20, примеч. Б. Шидфар.-М.:Художественная литература,1990.-429, [1] (Абу-ль-Аля аль-Маари. Избранное: Пер. с араб. / Сост., предисл., примеч. Б. Шидфар; Подстрочн. пер. стихов И. Фильштинского и Б. Шидфар; худож. А. Семенов. — М.: Художественная литература, 1999. — 430 с.)
- Синдбад-мореход: араб. сказки / пер. с араб. М. А. Салье; [сост. Б. Я Шидфар; оформ. худож. А. И. Белюкина]. — М.: Художественная литература, 1991. — 348, [2] с.
- Вопросы литературы и страноведения в преподавании иностранных языков: Сборник научных трудов / МГИМО МИД РФ; Под ред. Б. Я. Шидфар , Н. А. Зинкевич. — М., 1991. — 165 с.
- Повести о любви / [Перевод с араб. Р. Алиева; Предисл. Б. Шидфар]. — М.: Изд. центр «Терра», 1997. — 348,[1] с.; 22 см. — (Библиотека восточной литературы). ISBN 5-300-01510-5
- Коран / Смысловой пер. Б. Я. Шидфар. — М.: УММА, 2003 (ГУП ИПК Ульян. Дом печати). — 687 с.; 17 см. ISBN 5-94824-010-X
- Арабский язык: учебное пособие для студентов 3 курса / [Б. Я. Шидфар и др.]; под ред. Б. Я. Шидфара ; Моск. гос. ин-т междунар. отношений (ун-т) МИД России, Каф. языков стран Ближнего и Среднего Востока. — Издание второе, исправленное. — М.: МГИМО-Университет, 2007. — 252 с. — ISBN 978-5-9228-0303-8
- Б. Я. Шидфар Абу-ль-Аля — Великий слепец из Маарры. (Часть I, Часть II)
- Б. Я. Шидфар Царство света.
- История арабской литературы X—XVIII века / И. М. Фильштинский; отв. ред. Б. Я. Шидфар. — Изд. 2-е. — Москва: Либроком, cop. 2009
- История арабской литературы V — начало X века / И. М. Фильштинский; отв. ред. Б. Я. Шидфар. — Изд. 2-е. — Москва: URSS, 2010. — 523, [2] с.; 21 см. ISBN 978-5-397-00948-5
- Б. Я. Шидфар Абу Нувас — Abu Nuwas: Роман-биография. — М.: Марджани, 2011. — 392 с. (Библиотека журнала «Четки») ISBN 978-5-903715-34-3
- Б. Я. Шидфар Образная система арабской классической литературы (VI—XII вв.). — М.: Издательский дом Марджани/ Ин-т востоковедения, Казанский (Приволжский) федеральный университет, кафедра регионоведения и исламоведения, 2011. — 320 с. — (Серия: Bibliotheca Islamica) ISBN 978-5-903715-46-6